# Speixniovka
Speixniovka (en rus: Спешнёвка) és un poble de l'óblast d'Uliànovsk, a Rússia, que el 2010 tenia 403 habitants. Pertany al districte municipal de Kuzovàtovo.